# Liste der Baudenkmale in Uebigau-Wahrenbrück
In der Liste der Baudenkmale in Uebigau-Wahrenbrück sind alle Baudenkmale der brandenburgischen Stadt Uebigau-Wahrenbrück und ihrer Ortsteile aufgelistet. Grundlage ist die Veröffentlichung der Landesdenkmalliste mit dem Stand vom 31. Dezember 2023. Die Bodendenkmale sind in der Liste der Bodendenkmale in Uebigau-Wahrenbrück aufgeführt.

## Legende
In den Spalten befinden sich folgende Informationen:
- ID-Nr.: Die Nummer wird vom Brandenburgischen Landesamt für Denkmalpflege vergeben. Ein Link hinter der Nummer führt zum Eintrag über das Denkmal in der Denkmaldatenbank. In dieser Spalte kann sich zusätzlich das Wort Wikidata befinden, der entsprechende Link führt zu Angaben zu diesem Denkmal bei Wikidata.
- Lage: die Adresse des Denkmales und die geographischen Koordinaten. Link zu einem Kartenansichtstool, um Koordinaten zu setzen. In der Kartenansicht sind Denkmale ohne Koordinaten mit einem roten beziehungsweise orangen Marker dargestellt und können in der Karte gesetzt werden. Denkmale ohne Bild sind mit einem blauen bzw. roten Marker gekennzeichnet, Denkmale mit Bild mit einem grünen beziehungsweise orangen Marker.
- Bezeichnung: Bezeichnung in den offiziellen Listen des Brandenburgischen Landesamtes für Denkmalpflege. Ein Link hinter der Bezeichnung führt zum Wikipedia-Artikel über das Denkmal.
- Beschreibung: die Beschreibung des Denkmales
- Bild: ein Bild des Denkmales und gegebenenfalls einen Link zu weiteren Fotos des Baudenkmals im Medienarchiv Wikimedia Commons

## Allgemein
| ID-Nr.   | Lage           | Bezeichnung                                                    | Beschreibung | Bild                                                           |
| -------- | -------------- | -------------------------------------------------------------- | ------------ | -------------------------------------------------------------- |
| 09135575 | Uebigau (Lage) | Satzung zum Schutz des Denkmalbereichs „Stadtkern von Uebigau“ |              | Satzung zum Schutz des Denkmalbereichs „Stadtkern von Uebigau“ |

## Baudenkmale in den Ortsteilen

### Bahnsdorf
| ID-Nr.                           | Lage                | Bezeichnung                                                                  | Beschreibung | Bild                                       |
| -------------------------------- | ------------------- | ---------------------------------------------------------------------------- | --- | ------------------------------------------ |
| 09135037 Wikidata                | B 101 (Lage)        | Kriegerdenkmal, zwischen km 29 und km 29,1                                   | Das Kriegerdenkmal wurde am 6. September 1908 eingeweiht. Im Jahre 1993 wurde das Denkmal unter Schutz gestellt und 2001 dem Bundesvermögensamt überschrieben.                                       | Kriegerdenkmal, zwischen km 29 und km 29,1 |
| 09135546                         | Dorfstraße 4 (Lage) | Bauernhaus mit Rinderstall und Scheune sowie der straßenseitigen Einfriedung | Das Kleinbauerngehöft ist im Kern ein Lehmfachwerkbau aus dem 18. Jahrhundert. Der Rinderstall ist ein 1932 errichteter Massivbau. Ebenfalls aus dem 18. Jahrhundert stammt die Scheune des Gehöfts. | weitere Bilder                             |
| 09136319 Teilobjekt zu: 09135546 | Dorfstraße 4 (Lage) | Scheune                                                                      | | BW                                         |
| 09136320 Teilobjekt zu: 09135546 | Dorfstraße 4 (Lage) | Wohnhaus                                                                     | | BW                                         |
| 09136321 Teilobjekt zu: 09135546 | Dorfstraße 4 (Lage) | Rinderstall                                                                  | | BW                                         |

### Beutersitz
| ID-Nr.   | Lage                               | Bezeichnung                                                | Beschreibung                                                                                             | Bild                                                       |
| -------- | ---------------------------------- | ---------------------------------------------------------- | --- | ---------------------------------------------------------- |
| 09135358 | Zinsdorfer Straße 4 (Lage)         | Wappenstein am Gutshaus Neumühl                            | Der Wappenstein am Gutshaus Neumühl wird auf das Jahr 1786 datiert.                                      | Wappenstein am Gutshaus Neumühl                            |
| 09135596 | Bahnhof 2 (Lage)                   | Bahnhofsempfangsgebäude mit Bahnsteig und Bahnhofsvorplatz | Das aus roten Ziegel entstandene zweigeschossige Bahnhofsempfangsgebäude wird auf das Jahr 1870 datiert. | Bahnhofsempfangsgebäude mit Bahnsteig und Bahnhofsvorplatz |
| 09136149 | Dorfstraße, Dresdner Straße (Lage) | Wegweiser                                                  | Der historische an der B 101 gelegene Wegweiser wird auf die Zeit zwischen 1830 und 1876 datiert.        | Wegweiser                                                  |

### Bomsdorf
| ID-Nr.            | Lage                 | Bezeichnung | Beschreibung | Bild           |
| ----------------- | -------------------- | ----------- | --- | -------------- |
| 09135627 Wikidata | Dorfstraße 2 (Lage)  | Wohnhaus    | Hier handelt es sich um einen zweigeschossigen Fachwerkbau. Datiert wird auf die zweite Hälfte des 18. Jahrhunderts. | weitere Bilder |
| 09135550 Wikidata | Dorfstraße 13 (Lage) | Wohnhaus    | Hier handelt es sich um einen zweigeschossigen Fachwerkbau. Datiert wird auf die Mitte des 18. Jahrhunderts.         | weitere Bilder |

### Bönitz
| ID-Nr.   | Lage                                    | Bezeichnung | Beschreibung | Bild       |
| -------- | --------------------------------------- | ----------- | --- | ---------- |
| 09135359 | (Lage)                                  | Dorfkirche  | Bei der Dorfkirche handelt es sich um einen kleinen verputzten Saalbau mit dreiseitigem Ostschluss aus dem Jahre 1545. Im Westen ist ein verbretterter Kirchturm angeschlossen. Im Inneren der Kirche befindet sich unter anderem eine restaurierte Raspe-Orgel aus dem Jahre 1870. | Dorfkirche |
| 09135717 | Dorfstraße 7 (Lage)                     | Wohnhaus    | Hier handelt es sich um ein zweigeschossiges Gebäude mit Satteldach. Datiert wird auf das Jahr 1905. | BW         |
| 09136148 | Hauptstraße, Beiersdorfer Straße (Lage) | Wegweiser   | Der historische Wegweiser wird auf die Zeit zwischen 1830 und 1876 datiert. | Wegweiser  |

### Domsdorf
| ID-Nr.                           | Lage                 | Bezeichnung                                                                             | Beschreibung | Bild                                                                                    |
| -------------------------------- | -------------------- | --------------------------------------------------------------------------------------- | --- | --------------------------------------------------------------------------------------- |
| 09135370                         | Dorfstraße 13 (Lage) | Wohnhaus                                                                                | Hier handelt es sich um einen eingeschossigen Fachwerkbau. Datiert wird auf die Zeit um 1800. | Wohnhaus                                                                                |
| 09135753                         | Dorfstraße 15 (Lage) | Wohnhaus                                                                                | Dabei handelt es sich um einen eingeschossigen Ziegelbau. Datiert wird auf das Jahr 1905. | Wohnhaus                                                                                |
| 09135521                         | Louise (Lage)        | Gebäude und Anlagen der Brikettfabrik Louise (älteste Brikettfabrik Brandenburgs)       | Im September 1882 erfolgte die Inbetriebnahme der Brikettfabrik Louise, in der im Jahre 1883 bereits über 150.000 hl. Rohbraunkohle zu Briketts verarbeitet werden. 1908 wurde mit dem ersten Bauabschnitt der Kraftwerkshalle begonnen, in den Jahren 1924 und 1938 folgten weitere Bauabschnitte bis zur Vollendung des Gebäudes in seiner jetzigen Gestalt. Die Tagesleistung der Brikettfabrik betrug 1938 360 t. | weitere Bilder                                                                          |
| 09136305 Teilobjekt zu: 09135521 | Louise (Lage)        | Kohlebunker                                                                             | | BW                                                                                      |
| 09136306 Teilobjekt zu: 09135521 | Louise (Lage)        | Förderbrücke                                                                            | | Förderbrücke                                                                            |
| 09136307 Teilobjekt zu: 09135521 | Louise ()            | Wasserbereitungsanlage                                                                  | | ein Bild hochladen                                                                      |
| 09136308 Teilobjekt zu: 09135521 | Louise (Lage)        | Pressenhaus                                                                             | | BW                                                                                      |
| 09136309 Teilobjekt zu: 09135521 | Louise (Lage)        | Kühlhaus                                                                                | | BW                                                                                      |
| 09136310 Teilobjekt zu: 09135521 | Louise (Lage)        | Kesselhaus                                                                              | | BW                                                                                      |
| 09136311 Teilobjekt zu: 09135521 | Louise (Lage)        | Elektrozentrale                                                                         | | BW                                                                                      |
| 09136312 Teilobjekt zu: 09135521 | Louise ()            | Kohleboden & Trockendienst                                                              | | ein Bild hochladen                                                                      |
| 09136313 Teilobjekt zu: 09135521 | Louise (Lage)        | Pressenhaus                                                                             | | BW                                                                                      |
| 09136314 Teilobjekt zu: 09135521 | Louise (Lage)        | Zechenhaus                                                                              | | BW                                                                                      |
| 09136315 Teilobjekt zu: 09135521 | Louise (Lage)        | Wohnhaus & Verwaltungsgebäude                                                           | | Wohnhaus & Verwaltungsgebäude                                                           |
| 09135776                         | Louise 111 (Lage)    | Raupach-Zwillings-Gegendruckdampfmaschine mit Schwungradgenerator, Brikettfabrik Louise | Die historische Zwillingsdampfmaschine in der Brikettfabrik Louise wurde auf das Jahr 1936 datiert. | Raupach-Zwillings-Gegendruckdampfmaschine mit Schwungradgenerator, Brikettfabrik Louise |

### Drasdo
| ID-Nr.                           | Lage                              | Bezeichnung                  | Beschreibung | Bild                         |
| -------------------------------- | --------------------------------- | ---------------------------- | --- | ---------------------------- |
| 09135142                         | Dorfstraße, Nebenstraße (Lage)    | Dorfkirche                   | Die Kirche ist eine niedrige Saalkirche aus dem 15. Jahrhundert. Ihr unregelmäßiges Mauerwerk besitzt einen hohen Anteil an Raseneisensteinen. An der Südseite befinden sich drei unregelmäßig angeordnete unterschiedlich große Fenster. Ein weiteres Fenster ist an der Nordseite der Kirche zu finden, am Chor drei. Die Kirche wurde nach dem Dreißigjährigen Krieg, bei dem das Gebäude schwere Beschädigungen erlitten hatte, zwischen den Jahren 1662 und 1695 von Grund auf erneuert. | weitere Bilder               |
| 09135863 Teilobjekt zu: 09135142 | Dorfstraße, Nebenstraße ()        | Glocke                       | Die Glocke wurde 1930 gegossen. | ein Bild hochladen           |
| 09135676                         | (Lage)                            | Wegweiser, auf dem Dorfanger | Der historische Wegweiser auf dem Dorfanger wird auf die Zeit zwischen 1875 und 1900 datiert. | Wegweiser, auf dem Dorfanger |
| 09135811                         | Langennaundorfer Straße 57 (Lage) | Bockwindmühle                | Die historische Bockwindmühle wurde im Jahre 1718 im Dorf Beyern bei Falkenberg/Elster errichtet und 1723 nach Drasdo umgesetzt, wo sie Bestandteil des örtlichen Schankgutes wurde. 1969 wurde der Mahlbetrieb weitgehend eingestellt. | weitere Bilder               |
| 09135664                         | Dorfstraße 14 (Lage)              | Torstallspeicher             | Hier handelt es sich um einen zweigeschossigen Fachwerkbau. Datiert wird er auf die zweite Hälfte des 18. Jahrhunderts. | Torstallspeicher             |
| 09136383 Teilobjekt zu: 09135664 | Dorfstraße 14 ()                  | Wohnhaus                     | | ein Bild hochladen           |

### Kauxdorf
| ID-Nr.                           | Lage                                | Bezeichnung | Beschreibung | Bild           |
| -------------------------------- | ----------------------------------- | ----------- | --- | -------------- |
| 09135417 Wikidata                | Saxdorfer Straße, Dorfstraße (Lage) | Dorfkirche  | Die 1788 erbaute Dorfkirche ist ein barocker Fachwerkbau mit dreiseitigem Ostschluss. Im Westen befindet sich ein achteckiger Dachreiter mit Schweifhaube und Wetterfahne. | weitere Bilder |
| 09135957 Teilobjekt zu: 09135417 | Saxdorfer Straße, Dorfstraße (Lage) | Taufengel   | | BW             |

### Langennaundorf
| ID-Nr.                           | Lage                 | Bezeichnung                       | Beschreibung | Bild                        |
| -------------------------------- | -------------------- | --------------------------------- | --- | --------------------------- |
| 09135208 Wikidata                | Dorfstraße (Lage)    | Dorfkirche                        | Bei der Langennaundorfer Kirche handelt es sich um einen im 14. Jahrhundert errichteten rechteckigen Saalbau aus Feldsteinen. Im Westen fügt sich ein quadratischer Glockenturm in Fachwerkbauweise an, welcher ein achteckiges Glockenobergeschoss besitzt. | weitere Bilder              |
| 09135896 Teilobjekt zu: 09135208 | Dorfstraße (Lage)    | Glocke                            | | BW                          |
| 09135820 Wikidata                | (Lage)               | Transformatorenhaus auf dem Anger | Bei dem Transformatorenhaus handelt es sich um ein verputztes, mit einem Mansarddach versehenes, in Ziegelbauweise aus Kalksandstein errichtetes Gebäude. Datiert wird er auf das Jahr 1922. | weitere Bilder              |
| 09135729                         | Dorfstraße 19 (Lage) | Pfarrhaus mit Stallspeicher       | Das ehemalige Pfarrhaus befindet sich in der Dorfstraße 19. Es wurde im Jahre 1889 nach dem Abbruch eines am Standort befindlichen Vorgängerbaus errichtet. Es iste ein zweigeschossiger, traufständiger Ziegelbau mit einem Satteldach. Die Fassade ist geprägt von einem zweiachsiger Risalit mit einem Zwerghaus. Weiter ist Fassade durch Uiegelbänder gegliedert. Der markante Gründerzeitbau ist heute ortsbildprägend. | Pfarrhaus mit Stallspeicher |
| 09136419 Teilobjekt zu: 09135729 | Dorfstraße 19 ()     | Wohnhaus & Stall                  | | ein Bild hochladen          |

### München
| ID-Nr.   | Lage                   | Bezeichnung                                        | Beschreibung | Bild                                               |
| -------- | ---------------------- | -------------------------------------------------- | --- | -------------------------------------------------- |
| 09135678 | (Lage)                 | Wegweiser, an der Landstraße Uebigau-Langengrassau | Der Wegweiser liegt an der Landstraße Uebigau-Langennaundorf an der nördlichen Straßenseite an der Straßenkreuzung im Ort. Es ist ein Sandsteinpfeiler mit einer Höhe von 0,9 Meter. Der Stein wurde nach der Pariser Meterkonvention im Jahre 1875 im letzten Drittel des 18. Jahrhunderts aufgestellt. | Wegweiser, an der Landstraße Uebigau-Langengrassau |
| 09135626 | Weidenweg 1, 1a (Lage) | Müllerwohnhaus                                     | Das Wohnhaus ist ein Fachwerkhaus mit zwei Geschossen und einem Krüppelwalmdach. Erbaut wurde das Haus in der ersten Hälfte des 18. Jahrhunderts. | Müllerwohnhaus                                     |

### Neudeck
| ID-Nr.                           | Lage                 | Bezeichnung                                                                  | Beschreibung | Bild                                       |
| -------------------------------- | -------------------- | ---------------------------------------------------------------------------- | --- | ------------------------------------------ |
| 09135271 Wikidata                | (Lage)               | Drei-Bogen-Betonbrücke                                                       | Die Straßenbrücke wurde 1905 erbaut. Es ist eine Drei-Bogenbrücke aus unbewehrten Beton über die Schwarze Elster. Die drei Bögen der Brücke sind unterschiedlich lang.                               | weitere Bilder                             |
| 09135217 Wikidata                | Dorfstraße 1 (Lage)  | Schloss, Parkanlage, Gärtnereigelände, Wirtschaftshof und zugehörige Gebäude | Schloss Neudeck wurde 1521 erbaut und im Laufe der Zeit mehrmals umgebaut. So wurde im 17. Jahrhundert ein Treppenturm hinzugefügt. Der Park wurde wohl um 1766 angelegt, 1904 wurde er umgestaltet. | weitere Bilder                             |
| 09136237 Teilobjekt zu: 09135217 | Dorfstraße 1 ()      | Schlosspark                                                                  | | Schlosspark                                |
| 09136238 Teilobjekt zu: 09135217 | Dorfstraße 1 ()      | Gutshof                                                                      | | ein Bild hochladen                         |
| 09136006 Teilobjekt zu: 09135217 | Dorfstraße 1 ()      | Wohnhaus & Molkerei & Schlachthaus                                           | | ein Bild hochladen                         |
| 09136004 Teilobjekt zu: 09135217 | Dorfstraße 1 ()      | Wohnhaus & Pförtnerhaus & Stall & Remise                                     | | ein Bild hochladen                         |
| 09136003 Teilobjekt zu: 09135217 | Dorfstraße 1 ()      | Brunnen                                                                      | | ein Bild hochladen                         |
| 09136007 Teilobjekt zu: 09135217 | Dorfstraße 1 ()      | Schmiede                                                                     | | Schmiede                                   |
| 09136008 Teilobjekt zu: 09135217 | Dorfstraße 1 ()      | Wirtschaftsgebäude                                                           | | ein Bild hochladen                         |
| 09135659                         | Dorfstraße 5 (Lage)  | Mittelbauerngehöft mit Hofpflasterung                                        | Das Wohnhaus wurde Anfang des 20. Jahrhunderts erbaut. Es ist ein eingeschossiger, roter Ziegelbau mit Drempel und Satteldach. Die Fassade des Hauses ist durch gelbe Ziegel gegliedert.             | Mittelbauerngehöft mit Hofpflasterung      |
| 09135673                         | Dorfstraße 7 (Lage)  | Einfahrtsscheune eines Mittelbauerngehöfts                                   | Die Einfahrtscheune ist Teil eines Vierseithofes, erbaut wurde sie um 1870. Es ist ein Fachwerkbau mit einem Satteldach.                                                                             | Einfahrtsscheune eines Mittelbauerngehöfts |
| 09135657                         | Dorfstraße 13 (Lage) | Wohnstallhaus                                                                | Das Wohnstallhaus wurde 1938 erbaut. Es ist ein traufständiges, eingeschossiges Haus mit einem Satteldach. Im Satteldach befinden sich zwei Fledermausgauben.                                        | Wohnstallhaus                              |

### Prestewitz
| ID-Nr.   | Lage              | Bezeichnung                                                                     | Beschreibung | Bild           |
| -------- | ----------------- | ------------------------------------------------------------------------------- | --- | -------------- |
| 09135679 | (Lage)            | Wegweiser im Wald an der Kreuzung Prestewitz-Schönborn und Rothstein-Schadewitz | Der historische Wegweiser wird auf die Zeit zwischen 1830 und 1875 datiert. | BW             |
| 09135683 | Gutsweg 14 (Lage) | Wohnhaus                                                                        | Ein Rittergut ist in Prestewitz bereits für das 1600 unter dem Adelsgeschlecht derer von Brandenstein nachzuweisen. Nach dem käuflichen Erwerb des Prestewitzer Rittergutes durch den Leipziger Architekten Georg Willy von Zimmermann wurde die alte Gutsbrennerei, deren Entstehungszeit auf die zweite Hälfte des 18. Jahrhunderts datiert wird, im Jahre 1903 zu einem Jagdschloss umgebaut. Das Gebäude dient heute als Wohnhaus. | weitere Bilder |

### Rothstein
| ID-Nr.   | Lage   | Bezeichnung           | Beschreibung | Bild                  |
| -------- | ------ | --------------------- | --- | --------------------- |
| 09135489 | (Lage) | Kommunales Leiterhaus | Das einstige kommunale Leiterhaus befindet sich im Ortszentrum von Rothstein. Das aus der zweiten Hälfte des 19. Jahrhunderts stammende historische Gebäude wurde 1986 restauriert. | Kommunales Leiterhaus |

### Saxdorf
| ID-Nr.            | Lage               | Bezeichnung                                 | Beschreibung | Bild                                        |
| ----------------- | ------------------ | ------------------------------------------- | --- | ------------------------------------------- |
| 09135327 Wikidata | Hauptstraße (Lage) | Dorfkirche                                  | Die Kirche wurde Anfang des 13. Jahrhunderts erbaut. Es ist ein spätromanischer Bau aus Backstein. Im Jahre 1585 wurde die Kirche zerstört und verkürzt wieder aufgebaut. Der Dachturm wurde 1769 hinzugefügt. Das Schiff der Kirche hat eine flache Decke und eine Hufeisen Empore. Der Schnitzaltar stammt aus dem 16. Jahrhundert. Die spätromanische Taufe aus Sandstein stammt aus Martinskirchen. Am Südeingang befindet sich ein Sühnekreuz. | weitere Bilder                              |
| 09135493          | Mittelweg 3 (Lage) | Gesinde- und Armenhaus (heute Gemeindehaus) | Der historische Lehmziegelbau mit Satteldach wird auf die zweite Hälfte des 19. Jahrhunderts datiert. | Gesinde- und Armenhaus (heute Gemeindehaus) |
| 09135492          | Mittelweg 2 (Lage) | Kumthalle                                   | Die historische Kumthalle wird auf die Zeit zwischen 1830 und 1880 datiert. | Kumthalle                                   |
| 09136055          | Hauptstraße (Lage) | Gefallenendenkmal, vor dem Pfarrhaus        | Das Denkmal in Form einer Stele wird auf die Zeit zwischen 1919 und 1926 datiert. | BW                                          |

### Uebigau
| ID-Nr.                           | Lage                           | Bezeichnung                                | Beschreibung | Bild                                       |
| -------------------------------- | ------------------------------ | ------------------------------------------ | --- | ------------------------------------------ |
| 09135798                         | Markt (Lage)                   | Häuser rechts und links vom Markt          | Unter Denkmalschutz steht hier das gesamte Gebäudeensemble inklusive der Straßenpflasterung. | Häuser rechts und links vom Markt          |
| 09135262 Wikidata                | An der Kirche (Lage)           | Stadtpfarrkirche St. Nikolai               | Die in ihrem Kern aus dem 13. Jahrhundert stammende Kirche St. Nikolai befindet sich westlich des Uebigauer Marktes. Bei der Kirche handelt es sich um einen langgestreckten verputzten Backsteinbau mit Satteldach. Im Westen des Kirchenschiffs schließt sich ein quadratischer Turm mit achteckigem Obergeschoss und schiefergedeckter Schweifhaube und Laterne an.     | weitere Bilder                             |
| 09135918 Teilobjekt zu: 09135262 | An der Kirche (Lage)           | Glocke                                     | | BW                                         |
| 09135565                         | An der Kirche 1 (Lage)         | Pfarrhaus                                  | Das Pfarrhaus wurde 1782 erbaut. Es ist ein zweigeschossiges Fachwerkhaus mit einem Krüppelwalmdach. | Pfarrhaus                                  |
| 09135704                         | Beiersdorfer Straße (Lage)     | Bahnhofsgebäude Uebigau und Stellwerk W 12 | Das Bahngebäude liegt an der Bahnstrecke Halle–Cottbus. Der Bahnhof wurde 1903 eröffnet. | Bahnhofsgebäude Uebigau und Stellwerk W 12 |
| 09136406 Teilobjekt zu: 09135704 | Beiersdorfer Straße ()         | Bahnhofsempfangsgebäude                    | | ein Bild hochladen                         |
| 09136407 Teilobjekt zu: 09135704 | Beiersdorfer Straße ()         | Wartehalle                                 | | ein Bild hochladen                         |
| 09136408 Teilobjekt zu: 09135704 | Beiersdorfer Straße ()         | Toilettenhaus                              | | ein Bild hochladen                         |
| 09136409 Teilobjekt zu: 09135704 | Beiersdorfer Straße ()         | Stellwerk                                  | | ein Bild hochladen                         |
| 09135263                         | Doberluger Straße 8 (Lage)     | Wohnhaus                                   | Das Haus wurde in der ersten Hälfte des 18. Jahrhunderts erbaut. Es ist ein zweigeschossiger Fachwerkbau mit einem Satteldach. | Wohnhaus                                   |
| 09135256                         | Kreuzstraße 1 (Lage)           | Wohnhaus                                   | Der historische zweigeschossige Fachwerkbau mit Satteldach wird auf die zweite Hälfte des 18. Jahrhunderts datiert. | Wohnhaus                                   |
| 09135257                         | Kreuzstraße 4 (Lage)           | Wohnhaus                                   | Der historische zweigeschossige Fachwerkbau mit Satteldach wird auf die zweite Hälfte des 18. Jahrhunderts datiert. | Wohnhaus                                   |
| 09135248                         | Markt 1 (Lage)                 | Wohnhaus                                   | Das Haus wurde 1880/1890 erbaut. Es ist ein traufständiges, zweigeschossiges Wohnhaus mit Drempel und Satteldach. Links befindet sich ein Ladenlokal, rechts eine Durchfahrt. | Wohnhaus                                   |
| 09135249                         | Markt 4 (Lage)                 | Wohnhaus                                   | Das Wohnhaus wurde in der zweiten Hälfte des 18. Jahrhunderts erbaut. Es ist ein zweigeschossiges mit einem Satteldach. Das Erdgeschoss ist massiv gebaut, das Obergeschoss ist aus Fachwerk erstellt worden. Das Erdgeschoss hat sieben Achsen, in der Mitte befindet sich Einfahrt und Toreinfahrt. Das obere Geschoss hat acht Fensterachsen.                           | Wohnhaus                                   |
| 09135250                         | Markt 5 (Lage)                 | Wohnhaus                                   | Das Wohnhaus steht an der Ecke zur Marktstraße. Es ist ein zweigeschossiges Haus mit einem Satteldach. Das Erdgeschoss ist massiv, das obere Geschoss ist aus Fachwerk. Das Haus ist zum Markt hin traufständig, der Giebel zur Marktstraße ist fachwerksichtig. Die Einfahrt zum Hof ist von der Marktstraße aus, daher befindet sich vom Markt nur ein Eingang zum Haus. | Wohnhaus                                   |
| 09135251                         | Markt 6 (Lage)                 | Wohnhaus                                   | Das historische zweigeschossige Gebäude mit Satteldach wird auf die zweite Hälfte des 18. Jahrhunderts datiert. | Wohnhaus                                   |
| 09136254 Teilobjekt zu: 09135251 | Markt 6 ()                     | Stall                                      | | ein Bild hochladen                         |
| 09135253                         | Markt 11 (Lage)                | Wohnhaus                                   | Das historische Gebäude mit Satteldach wird auf das Jahr 1829 datiert. Es wird heute als Rathaus genutzt. | Wohnhaus                                   |
| 09135254                         | Markt 14 (Lage)                | Wohnhaus                                   | Der historische zweigeschossige Fachwerkbau mit Satteldach wird auf die erste Hälfte des 18. Jahrhunderts datiert. | Wohnhaus                                   |
| 09135255                         | Markt 17 (Lage)                | Wohnhaus                                   | Der historische zweigeschossige Fachwerkbau mit Satteldach wird auf die erste Hälfte des 18. Jahrhunderts datiert. | Wohnhaus                                   |
| 09135758                         | Marktstraße 1 (Lage)           | Wohnhaus                                   | Der historische zweigeschossige Fachwerkbau mit Krüppelwalmdach wird auf die zweite Hälfte des 18. Jahrhunderts datiert. | Wohnhaus                                   |
| 09135264                         | Pfarrstraße 4 (Lage)           | Wohnhaus                                   | Der historische zweigeschossige Fachwerkbau mit Satteldach wird auf die zweite Hälfte des 18. Jahrhunderts datiert. | Wohnhaus                                   |
| 09135582                         | Ringstraße 16 (Lage)           | Stadtmühle                                 | Hier wird eine Mühle bereits 1521 erwähnt. Das heutige Haus wurde Anfang des 18. Jahrhunderts erbaut. Es ist ein zweigeschossiges Haus mit einem Krüppelwalmdach. Stillgelegt wurde die Mühle im Jahr 1962. | weitere Bilder                             |
| 09135590                         | Ringstraße 23 (Lage)           | Wohnhaus                                   | Das Handwerkerhaus wurde 1742/1743 als Fachwerkbau mit einem Satteldach errichtet. | Wohnhaus                                   |
| 09135260                         | Ringstraße 44 (Lage)           | Wohnhaus                                   | Der historische zweigeschossige Fachwerkbau mit Satteldach wird auf das 18. Jahrhundert datiert. | Wohnhaus                                   |
| 09135261                         | Schloßstraße 9 (Lage)          | Herrenhaus                                 | Das ehemalige Gutshaus, es wird Schloss genannt, wurde Anfang des 19. Jahrhunderts erbaut. In den Jahren 1868 und 1904 wurde es jeweils umgebaut und erweitert. Der Park ist etwa 2 Hektar groß. Er wurde im 19. Jahrhundert angelegt. | weitere Bilder                             |
| 09135769                         | Torgauer Straße 15 (Lage)      | Wohnhaus                                   | Das Wohnhaus wurde 1822 erbaut. Es ist ein zweigeschossiges Haus mit sieben Achsen und einem Krüppelwalmdach, in der Mitte der sieben Achsen befindet sich der Eingang. | Wohnhaus                                   |
| 09135259                         | Torgauer Straße 19 (Lage)      | Wohnhaus                                   | Das Haus wurde im Jahr 1806 erbaut, es war früher eine Brauerei. Es ist ein zweigeschossiges Haus mit sieben Achsen und einem Krüppelwalmdach, in der Mitte der sieben Achsen befindet sich der Eingang. Links am Haus befindet sich ein Torhaus. | Wohnhaus                                   |
| 09135258                         | Wahrenbrücker Straße 20 (Lage) | Gasthaus                                   | Das Haus wurde 1833 erbaut, der Vorgängerbau war 1832 abgebrannt. Es ist ein zweigeschossiges Fachwerkhaus mit einem Krüppelwalmdach wird auch als Schützenhaus bezeichnet. | Gasthaus                                   |

### Wahrenbrück
| ID-Nr.                           | Lage                 | Bezeichnung                      | Beschreibung | Bild                            |
| -------------------------------- | -------------------- | -------------------------------- | --- | ------------------------------- |
| 09135495                         | (Lage)               | Pfarrkirche                      | Die evangelische Stadtpfarrkirche stammt ursprünglich aus dem 13. Jahrhundert. Ende des 15. Jahrhunderts wurde die Kirche vergrößert. Nach einem Brand 1715 wurde die Kirche wieder aufgebaut. Das Innere wurde nach einem Brand im Jahre 1898 erneuert.                    | weitere Bilder                  |
| 09135498                         | Am Park 1 (Lage)     | Hauptgebäude der Elstermühle     | Das historische Mühlengebäude wird auf die erste Hälfte des 19. Jahrhunderts datiert. | weitere Bilder                  |
| 09135496                         | Brückenstraße (Lage) | Postsäule an der Elsterbrücke    | Die Säule stammt aus dem Jahre 1730. | Postsäule an der Elsterbrücke   |
| 09135499                         | Graunplatz (Lage)    | Denkmal für Carl Heinrich Graun  | Das mit einer Bronzebüste versehene Denkmal erinnert an den Komponisten Carl Heinrich Graun, der am 7. Mai 1704 in Wahrenbrück geboren wurde. Nach über 23-jährigen Bemühungen wurde es am 20. Juni 1869 gegenüber dem ehemaligen Standort seines Geburtshauses eingeweiht. | Denkmal für Carl Heinrich Graun |
| 09135797                         | Graunplatz 6 (Lage)  | Wohnhaus (Museum)                | Der historische zweigeschossige Fachwerkbau mit Satteldach wird auf die zweite Hälfte des 18. Jahrhunderts datiert. | Wohnhaus (Museum)               |
| 09135497                         | Markt 3 (Lage)       | Wohnhaus                         | Der historische zweigeschossige Fachwerkbau mit Satteldach wird auf das Jahr 1821 datiert. | BW                              |
| 09135621                         | Mühlgasse 1 (Lage)   | Pfarrhaus mit Wirtschaftsgebäude | Das ehemalige Pfarrhaus und die ehemalige Oberpfarre wurde 1722/1723 erbaut. Es ist ein zweigeschossiger Bau mit einem Mansarddach, dabei der ist das obere Geschoss als Fachwerk ausgebildet. Zum Pfarrhaus gehört ein Wirtschaftsgebäude aus der Bauzeit des Pfarrhaus.   | BW                              |
| 09136361 Teilobjekt zu: 09135621 | Mühlgasse 1 ()       | Wirtschaftsgebäude               | | ein Bild hochladen              |

### Wiederau
| ID-Nr.                           | Lage              | Bezeichnung | Beschreibung | Bild       |
| -------------------------------- | ----------------- | ----------- | --- | ---------- |
| 09135266                         | Dorfstraße (Lage) | Dorfkirche  | Die Dorfkirche wurde Ende des 13. Jahrhunderts erbaut, der Turm wurde im 15. Jahrhundert angefügt. Die Kirche ist ein Feldsteinbau mit einem Sattdach, der Turm hat ein Walmdach. Der Kanzelaltar stammt aus dem Jahr 1672, in der Predella eine Inschriftenkartusche. Der sechseckige Taufstein stammt aus dem Jahre 1675. | Dorfkirche |
| 09135921 Teilobjekt zu: 09135266 | Dorfstraße (Lage) | Glocke      | Die Glocke wurde 1920 von der Fa. Linke-Hoffmann-Lauchhammer AG, Stahlwerk Torgau in Torgau gegossen. | BW         |

### Winkel
| ID-Nr.            | Lage                  | Bezeichnung | Beschreibung                                                                        | Bild           |
| ----------------- | --------------------- | ----------- | ----------------------------------------------------------------------------------- | -------------- |
| 09135500 Wikidata | Hauptstraße 17 (Lage) | Kumthalle   | Die historische Kumthalle wird auf das letzte Viertel des 19. Jahrhunderts datiert. | weitere Bilder |

## Ehemalige Baudenkmale
| ID-Nr. | Lage                 | Bezeichnung | Beschreibung | Bild           |
| ------ | -------------------- | ----------- | --- | -------------- |
|        | Uebigau Markt (Lage) | Postsäule   | Die Postsäule ist eine Nachbildung einer Kursächsischen Postdistanzsäule. Die gesamte Säule wurde 1985 erstellt. Der ursprüngliche Säulenkopf wurde kopiert, der untere Teil neu erstellt. Das Original befindet sich in der Heimatstube Uegigau. An der Spitze befinden sich das polnische und sächsische Wappen. | weitere Bilder |